# Superlättvikt
Superlättvikt är en tävlingsklass inom flera idrotter, bland annat boxning och MMA. MMA-utövare i superlättvikt får väga som mest 74,8 kilo. För proffsboxare är gränsen 63,503 kilo.